# Jumanski jezici
Yuman je jezična porodica američkih Indijanaca koja obuhvaća jezike plemena u dolini rijeke Colorado u Arizoni i Kaliforniji i susjednom Meksiku, napose na poluotoku Baja California. Članovi su:  Akwa’ala (Paipai)*, Alakwisa†, Cochimi*, Cocopa, Diegueño, Halchidhoma, Halyikwamai (Kikima), Havasupai, Hualapai, Kamia, Kaveltchadom, Kiliwi*, Kohuana, Laymon*, Maricopa, Mohave, Yavapai, Yuma.(*Meksiko; ostali SAD)
Kao moguća jumanska plemena na popisu se nalaze i Aguachacha, Bahacecha, Cajuenche, Coanopa, Cocoueahra (?), Gualta, Guamua, Guanabepe, Haglli, Hoabonoma, Iguanes, Japul, Kivezaku, Ojiopas, Quigyuma, Quilmurs, Sakuma, Tzekupama.

## Vanjske poveznice
- Ethnologue (14th)
- Ethnologue (15th)
- Ethnologue (16th)
- Yuman family  Arhivirana inačica izvorne stranice od 19. kolovoza 2006. (Wayback Machine)
- Yuman Family Language Summit
- Yuman Family